# Capital Cities
Capital Cities – amerykański zespół indie rockowy powstały w 2009 roku w Los Angeles. Grupę tworzą Ryan Merchant i Sebu Simonian. 7 czerwca 2011 ukazał się ich debiutancki minialbum zawierający utwór „Safe and Sound”. Kolejny utwór „Kangaroo Court” został wydany 1 maja 2012. Pierwszy singiel „Safe and Sound” osiągnął 3. miejsce w notowaniu Billboardu Modern Rock Tracks, a po tym jak został wykorzystany w reklamie sieci komórkowej Vodafone w Niemczech zyskał ogromną popularność w tym kraju docierając do 1. miejsca najpopularniejszych singli.

## Dyskografia

### Albumy studyjne
| Tytuł                      | Informacje o albumie                                                                                |
| -------------------------- | --------------------------------------------------------------------------------------------------- |
| In a Tidal Wave of Mystery | - Wydany: 4 czerwca 2013 - Wytwórnia: Capitol Records, Lazy Hooks - Format(y): CD, digital download |

### Extended plays
| Tytuł             | Informacje o albumie                                                               |
| ----------------- | ---------------------------------------------------------------------------------- |
| Capital Cities EP | - Wydany: 7 czerwca 2011 - Wytwórnia: Lazy Hooks - Format(y): CD, digital download |

### Single
| 2011                                                     | „Safe and Sound” | 3 | 97 | 14 | 21 | 1 | In a Tidal Wave Of Mystery |
| 2012                                                     | „Kangaroo Court” | – | –  | –  | –  | – | In a Tidal Wave Of Mystery |
| „–” oznacza, że singel nie był notowany na danej liście. |                  |   |    |    |    |   |                            |